# Романюк Микола Олексійович
Романюк Микола Олексійович (нар. 28.08.1931, с. Качанівка Підволочиського р-ну Тернопільської обл. — 1 липня 2024) — український та радянський фізик, доктор фізико-математичних наук, професор, Заслужений професор Львівського університету (2001).

## Біографія
Закінчив фізичний факультет Львівського університету (1954), аспірантуру (1960), докторантуру (1977). У 1954–64 асистент, 1964–85 доцент, з 1985 професор, 1977–96 завідувач кафедрою експериментальної фізики, 1964–71 заступник декана, 1971–74 декан фізичного факультету Львівського університету.

## Наукові інтереси
Оптика фазових переходів у сегнетоелектриках — двійникова будова і динаміка доменів, електронна поляризованість, спонтанні та індуковані оптичні параметричні ефекти номінально чистих, змішаних та опромінених кристалів, інверсія знака двозаломлення. Розвинув напрями спектральної рефрактометрії в електронній ділянці спектра та кристалооптичної термометрії.

## Досягнення
Керівник 16 кандидатських і консультант 3 докторських дисертацій. Автор близько 440 наукових праць.
Член Українського оптичного і Українського фізичного товариства, Наукового товариства імені Тараса Шевченка. Відмінник вищої школи (1972). Заслужений професор Львівського університету (2001). Заслужений діяч науки і техніки України (2011).